# 真鶴 (川上弘美の小説)
『真鶴』（まなづる）は、川上弘美の長編小説。2006年度（平成18年）刊行。
夫の失踪の理由を探る京にとりつく見えない女。不条理が織りなす世界の先は。
いる者、いない者。「存在とは何か？」をテーマに書かれた作品。独特の装丁も話題になった。平成18年度芸術選奨文部科学大臣賞受賞作。
翻訳家の岸本佐知子は、「母と娘、男と女、生者と死者。2つのものの間にある暗く不気味でよくわからないものが、暗く不気味でよくわからないままありありとえぐり出されていて、何と怖くて美しい小説だろうと、読みながら震えた」と述べている。